# Горњи Врховци
Горњи Врховци су насељено место у општини Велика, у западној Славонији, Република Хрватска.

## Историја
До нове територијалне организације налазило се у саставу бивше велике општине Славонска Пожега.

## Становништво
Насеље је према попису становништва из 2011. године имало 10 становника.
| Националност       | 1991.       |
| Срби               | 71 (98,61%) |
| Хрвати             | 1 (1,38%)   |
| Југословени        | 0           |
| остали и непознато | 0           |
| Укупно             | 72          |